# 伊頓敦 (新澤西州)
伊頓敦（英語：Eatontown）是位於美國新澤西州蒙茅斯縣的自治市鎮。

## 人口
根據2020年美國人口普查的數據，伊頓敦的面積為15.26平方千米，當中陸地面積為15.13平方千米，而水域面積為0.13平方千米。當地共有人口13597人，而人口密度為每平方千米891人。